# Приречное (Камыстинский район)
Приречное (каз. Приречное) — исчезнувшее село в Камыстинском районе Костанайской области Казахстана. Входило в состав Пушкинского сельского округа. Упразднено в 1990-е годы.

## Население
По переписи 1989 года в селе проживало 142 человека. Национальный состав: белорусы — 25 %, русские — 27 %, украинцы — 27 %.